# Reineberge
Reineberge ist ein Ortsteil der Gemeinde Schalksmühle im Märkischen Kreis im Regierungsbezirk Arnsberg in Nordrhein-Westfalen (Deutschland).

## Lage und Beschreibung
Der Wohnplatz befindet sich auf einen Höhenzug zwischen dem Bächen Hilmecke und Sterbecke. Der Ort ist über eine Zufahrt aus Hülscheid erreichbar, die auch Altenhülscheid, Dornbusch und Kamp anbindet.
Weitere Nachbarorte auf dem Schalksmühler Gemeindegebiet sind Rölveder Mühle, Albringwerde, Haue, Mummeshohl, Siepen, Berkey, Mesewinkel und Everinghausen.

## Geschichte
Reineberge gehörte bis zum 19. Jahrhundert der Midder Bauerschaft des Kirchspiels Hülscheid an. Ab 1816 war der Ort Teil der Gemeinde Hülscheid in der Bürgermeisterei Halver im Kreis Altena, 1818 lebten 54 Einwohner im Ort. Der laut der Ortschafts- und Entfernungs-Tabelle des Regierungs-Bezirks Arnsberg als Hof kategorisierte Ort besaß 1839 zehn Wohnhäuser und sieben landwirtschaftliche Gebäude. Zu dieser Zeit lebten 65 Einwohner im Ort, allesamt evangelischen Bekenntnisses.
1844 wurde die Gemeinde Hülscheid mit Reineberge von dem Amt Halver abgespaltet und dem neu gegründeten Amt Lüdenscheid zugewiesen.
Der Ort ist auf der Preußischen Uraufnahme von 1840 unter dem Namen Reinenberg verzeichnet. Ab der Preußischen Neuaufnahme von 1892 ist der Ort auf Messtischblättern der TK25 als Reineberge verzeichnet.
Die Gemeinde- und Gutbezirksstatistik der Provinz Westfalen führt 1871 den Ort unter dem Namen Reineberge mit zehn Wohnhäuser und 64 Einwohnern auf.  Das Gemeindelexikon für die Provinz Westfalen gibt 1885 für Reineberge eine Zahl von 53 Einwohnern an, die in neun Wohnhäusern lebten. 1895 besitzt der Ort fünf Wohnhäuser mit 49 Einwohnern, 1905 werden acht Wohnhäuser und 61 Einwohner angegeben.
1969 wurden die Gemeinden Hülscheid und Schalksmühle zur amtsfreien Großgemeinde (Einheitsgemeinde) Schalksmühle im Kreis Altena zusammengeschlossen und Reineberge gehört seitdem politisch zu Schalksmühle, das 1975 auf Grund des Sauerland/Paderborn-Gesetzes Teil des neu geschaffenen Märkischen Kreises wurde.